# آلژینات کلسیم
آلژینات کلسیم (به انگلیسی: Calcium alginate) با فرمول شیمیایی C۱۲H۱۴CaO۱۲)n) یک ترکیب شیمیایی است. شکل ظاهری این ترکیب، جامد است.در پانسمان های پیشرفته از جلبک دریایی استخراج شده، با تبادل یون کلسیم سبب بهبود زخمهای فشاری و.... میشود